# Готовність до електронізації
Готовність до електронізації, готовність до життя в інформаційному суспільств, е-готовність (e-readiness) -
1. Термін, що його ввів в обіг Всесвітній банк для позначення готовності інформаційно-комунікаційної інфраструктури держави, континенту чи всієї земної кулі до загальної електронізації народного господарства. Існує багато методик оцінки е-готовності.
2. Рівень соціально-економічного розвитку, що оцінюється за такими ключовими критеріями: розвиток інформаційно-комунікаційної інфраструктури; електронна економіка; дистанційна освіта; використання ІТ в сфері державного управління і політика держави в сфері ІТ.

## Впровадження
Індія, Китай, Бразилія, В'єтнам, Філіппіни швидко нарощують свою готовність до електронізації. Індонезія, Росія, Нігерія, Єгипет, Кенія характеризуються інституційною невизначеністю і низькою прихильності реформ.
Західної і Північної Європи, Австралії та Японії вже є проривними, у цьому питанні, країнами.